# Mahovci
Mahovci je jednou z 21 vesnic, které tvoří občinu Apače ve Slovinsku. Ve vesnici v roce 2002 žilo 106 obyvatel.

## Poloha, popis
Rozkládá se v Pomurském regionu na severovýchodě Slovinska.
Mahovci leží zhruba 700 m jižně od silnice č. 438 a asi 2,5 km západně od Apače, správního centra občiny.
Rozloha obce je 1.22 km²[zdroj?] a nadmořská výška 223 m. Při jižním okraji protéká potok Plitvica.